# Rachel Kushner
Rachel Kushner (Oregon, 1968) és una escriptora estatunidenca. Los lanzallamas (títol original The Flamethrowers, Galaxia Gutemberg, 2014) és la seva segona novel·la i ha estat finalista dels National Book Awards del 2013, el guardó literari més important dels Estats Units. Considerat el llibre més popular entre els crítics de Time, Los lanzallamas ha conquerit totes les llistes dels millors llibres del 2013, incloent-hi les del New York Times, BBC, Time, The Guardian i The New Yorker. El New York Magazine el va considerar el llibre número 1 del 2013. La novel·la debut de Kushner, Télex desde Cuba (Libros del Asteroide, 2011), també va ser finalista dels National Book Awards l'any 2008, del Dayton Literary Peace Prize, i va guanyar el California Book Award i el New York Times Notable Book. La seva narrativa i els seus assajos han estat publicats a The New York Times, The Guardian, Financial Times, The Paris Review i Artforum. És beneficiària d'un Guggenheim Fellowship l'any 2013.
Viu a Los Angeles, Califòrnia amb el seu marit Jason Smith i el seu fill Remy.i una de les seves influències és el novel·lista estatunidenc Don DeLillo..Premi Medicis 2018 per The Mars Room.

## Biografia
Kushner va néixer a Eugene, Oregon, filla de dos científics que ella mateixa va descriure com "gent profundament poc convencional de la generació beatnik." La seva mare la va apuntar a activitats extra-escolars per a la seva formació i alfabetització en una llibreria feminista quan ella tenia 5 anys, i Kusher diu "se'm va infondre des que era molt petita que jo seria una escriptora d'algun tipus." Kushner es va mudar amb la seva família a San Francisco l'any 1979.
Quan tenia 16 anys, va començar un grau en Economia Política a la UC Berkeley especialitzada en política exterior dels Estats Units a l'Amèrica Llatina. Kushner va viure com estudiant d'intercanvi a Itàlia quan tenia divuit anys; en acabar el grau, vivia a San Francisco, treballava en clubs nocturns i portava una Moto Guzzi. Als 26, es va matricular en el programa de ficció a la Universitat de Colúmbia i va completar el MFA en creació literària l'any 2000.

## Carrera

### Novel·les
La primera novel·la de Kushner, Telex from Cuba, va ser publicada per l'editorial Scribner al juny de 2008. Va treure'n la idea després d'acabar el MFA l'any 2000, i va fer tres viatges a Cuba durant els sis mesos que va trigar a escriure el llibre. Telex from Cuba era el tema de la crítica de la portada del The New York Times Book Review del 6 de juliol de 2008, on va ser descrit com un llibre "absorbent i de moltes capes del qual les profundes observacions sobre la naturalesa humana i el biaix colonialista proporcionaven una comprensió profunda de les causes de la revolució." Telex from Cuba va ser finalista en el National Book Award de 2008. L'editor de Kushner és Nan Graham.
La segona novel·la de Kushner, The Flamethrowers, va ser publicada per Scribner l'abril de 2013. Vanity Fair la va aclamar per la seva "prosa ardent," que "encenia l'escena artística dels anys 70 a Nova York i l'underground italià." Al The New Yorker, el crític James Wood va qualificar el llibre de "escintilantment viu. Ondula entre històries, anècdotes, monòlegs planejats, contes egoistes i astuts, i aventures desventurades: Kushner mai no deixa d'explicar una història... Té èxit perquè és tan ple d'històries vibrantment diferents, totes elles particulars, totes elles brillantment vives." The Flamethrowers va ser finalista del Premi Booker l'any 2013.
"The Flamethrowers" va estar en els rànquings de millors llibres de 2013 de New York Magazine,
Time Magazine,
The New Yorker,
O, The Oprah Magazine,
New York Times Book Review,
Los Angeles Times,
San Francisco Chronicle,
Vogue,
The Wall Street Journal,
Salon,
Slate,
Daily Beast,
Flavorwire,
The Millions,
The Jewish Daily Forward, i
Austin American-Statesman.
La seva tercera novel·la, The Mars Room, va ser publicada al maig de 2018. Al setembre del mateix any va ser candidata al Premi Booker.

### Periodisme
Després de completar el MFA, Kushner va viure a Nova York durant vuit anys, on va ser editora de la revista Grand Street i de BOMB. Ha escrit molt sobre art contemporani, inclosos molts articles a Artforum.

## Obra
- Telex from Cuba (2008)
- The Flamethrowers (2013)
- The Strange Case of Rachel K (2015)[21]
- The Mars Room (2018)

## Premis i honors
- 2018 National Book Critics Circle, finalista
- 2018 Premi Booker, candidata
- 2018 Prix Médicis Etranger, guanyadora
- 2016 Premi Harold D Vursell de l'American Academy of Arts and Letters
- 2015 Telluride Film Festival (42nd Directora Convidada)[22]
- 2014 Premi Folio candidata amb The Flamethrowers[23][24]
- 2013 Doctorat Honorari al Kalamazoo College[25]
- 2013 Guggenheim Fellow[26]
- 2013 National Book Award, finalista[16]
- 2008 National Book Award, finalista[12]